# 박경찬
박경찬(1966년 1월 6일 ~ )은 대한민국의 성우이다. 1987년 연극 배우로 활동하다가 1989년 EBS 11기 공채 성우로 데뷔하였다.

## 주요 출연작품

### 애니메이션
- 강철수염과 게으른 동네 (EBS) - 놀란 시장
- 곰돌이와 비키의 모험 (EBS) - 지미
- 구두신고 꼬까꼬까 (EBS)
- 기사 제인과 말썽꾸러기 용 (EBS) - 시오도르
- 기사 피핀의 천한 가지 모험 (EBS) - 모르디쿠스
- 꼬마거북 프랭클린 (EBS) - 아빠
- 꼬마산타 니콜라스 (EBS)
- 꼬마음악가 모차르트 (EBS)
- 꼬마 펭귄 핑구 (EBS) - 나레이션
- 꿈을 찍는 이안 (EBS) - 아빠
- 네모네모 스펀지 송 (EBS) - 유령 선장
- 달려라 카카 (EBS) - 사장님
- 도라도라 영어나라 (EBS) - 맵
- 도와줘요! 코알라 형제 (EBS) - 조지
- 뚜바뚜바 눈보리 (EBS) - 하루베
- 뚝딱뚝딱 밥 아저씨 (EBS) - 피클스
- 루비글룸 (카툰네트워크) - 포
- 레온의 겨울이야기 (EBS) - 해리슨
- 리틀 프린세스 (EBS) - 왕
- 마녀들이 사는 법 (EBS) - 시장
- 마이너리그 (EBS) - 바트 / 핫도그 장수
- 매기와 환상의 나라로 (EBS) - 비스트
- 모험왕 장보고 (EBS) - 양원 / 김양
- 미술탐험대 (EBS) - 노신사
- 별난 가족 힐 (EBS) - 데일 그리블
- 별난 깜찍 수호천사 (EBS) - 아빠
- 블랑쉬와 숲 속 친구들 (EBS)
- 빨강머리 앤 (EBS) - 스튜어트
- 샐러리맨 딜버트 (EBS) - 왈리
- 생쥐의 세계여행 (EBS) - 디미트리
- 세계명작동화 (EBS) - '아나스타샤'편 목사 / '보물섬'편 조지, 로빈슨 / '포카혼타스'편 존 롤프, 카누 / '노아의 방주'편 / '헤라클레스'편 아리아나의 아버지 / '수링의 전설'편 / '엄지공주'편 리차드 왕 / '왕자와 거지'편 왕
- 소피는 말썽꾸러기 (EBS) - 소피 아빠
- 슈퍼와이 (EBS) - 거북이
- 시간탐험대 (EBS) - 레오나르도
- 심슨 가족 (EBS) - 스미스
- 아기호랑이 호비 (EBS)
- 야! 러그래츠 (EBS) - 채스
- 야! 찾았다 (EBS) - 도미노 장군
- 어린 왕자 (EBS)
- 오스카 음악대 (EBS) - 네드
- 와글와글 친구들 (EBS) - 옹졸씨
- 왁자지껄 오리마을 (EBS)
- 요술공주 세리 (EBS)
- 요술쟁이 지니아저씨 (EBS) - 오토
- 우주소녀 푸르나와 바다탐험대 (EBS) - 뭉개
- 유령성의 오싹오싹 이야기 (EBS) - 오웰 사장
- 은하축구 챔피언 (EBS) - 클램프
- 접속 트윕시 (EBS) - 아빠
- 출동! 소방관 샘 (EBS) - 서장
- 출동! 슈퍼윙스 (EBS)
- 코끼리왕 바바 (EBS) - 바바
- 크로스 게임 (EBS) - 이사장 / 장 감독 / 은재 할아버지 / 주심
- 트위니스 (EBS) - 맥스 할아버지
- 행복배달부 팻 아저씨 (EBS) - 베인스 / 아제이
- 호기심 많은 조지 (EBS) - 냠냠 아저씨
- 환상의 풍선여행 (EBS) - 드루
- 한국사 시간여행 (EBS) - 정몽주 / 무학대사 / 안의 / 이순신
- 허풍선이 과학쇼 시즌2 (EBS1) - 딴지 신사

### 외화
- 공룡캠프의 비밀 (EBS)
- 남과 북 (EBS) - 리차드
- 마담 퐁파두르 (EBS) - 베르니스
- 사랑의 마을 에버우드 (EBS)

### 영화
- 데이비드를 찾아서 (EBS)
- 말괄량이 삐삐 (EBS)
- 빨간머리 앤(영어판) (EBS) - 매튜 커스버트 (리차드 파트스워스)
- 사운더 (EBS)
- 엘로이즈 크리스마스 대소동 (EBS) - 윌크스 경 (케네스 웰시)

### 방송
- 라디오 소설(덕혜옹주) (EBS FM) - 안중근
- 라이도 소설(바스커빌 가의 개) (EBS FM) - 배리모어
- 농어촌 지금 (KBS1)
- 음악천재 (방송대학TV)
- 사랑의 가족 (KBS2)